# Эф (буква древнепермского алфавита)
Эф (𐍫, коми эф, также ф) — дополнительная буква древнепермского алфавита, использовавшегося для записи языка коми и в качестве тайнописи старорусского языка.

## Использование
В форме 𐍫 буква появляется исключительно в псевдопермском алфавите, представленном в мотоховском списке и имевшем некоторое распространение в XVIII—XIX веках. Согласно А. С. Сидорову, этот вариант древнепермского алфавита, вероятно, появился к XVIII веку и является результатом «сугубо нарочитого, кабинетного творчества». В собственно древнепермских и русских тайнописных текстах в значении ф, как правило, употреблялась буква пэй с двумя точками (𐍟̈).

## Порядковый номер в алфавите
В единственном списке древнепермского алфавите, где она появляется, 𐍫 следует за у. В. И. Лыткин относит 𐍫 к дополнительным буквам, использующимся преимущественно в русских заимствованиях, и условно помещает её в конец алфавита, на двадцать пятую позицию.

## Название
В. И. Лыткин условно называет эту букву ф по её произношению. В Юникоде буква называется эф (англ. ef).

## Начертание
Форма буквы схожа со строчной греческой ω.

## Кодировка
Буква была закодирована в блоке Юникода «Древнепермское письмо» (англ. Old Permic) в версии 7.0, вышедшей 16 июня 2014 года, под кодом U+1036B.